# Lijst van voetbalinterlands Bulgarije - Moldavië (vrouwen)
Deze lijst van voetbalinterlands is een overzicht van alle officiële voetbalinterlands tussen de nationale vrouwenteams van Bulgarije en Moldavië. De landen hebben tot nu toe één keer tegen elkaar gespeeld.

## Wedstrijden
| № | Plaats | Datum        | Competitie | Wedstrijd            | Uitslag |
| - | ------ | ------------ | ---------- | -------------------- | ------- |
| 1 | Varna  | 3 april 2001 | Albena Cup | Bulgarije − Moldavië | 2 − 1   |

## Samenvatting
| Competitie | Totaal gespeeld | Winst Bulgarije | Gelijk | Winst Moldavië | Doelsaldo Bulgarije – Moldavië |
| ---------- | --------------- | --------------- | ------ | -------------- | ------------------------------ |
| Albena Cup | 1               | 1               | 0      | 0              | 2 − 1                          |
| Totaal     | 1               | 1               | 0      | 0              | 2 − 1                          |